# País dos Raios
País dos Raios é uma série documental, dividida em três episódios, produzida e roteirizada pela cineasta Iara Cardoso, com participação do pesquisador Osmar Pinto Junior, que tenta desvendar os perigos e como se prevenir dos raios no pais campeão mundial de incidências, o Brasil, com mais de cem mortes por ano. Por ser uma das grandes áreas cobertas por florestas e com altas temperaturas, os trópicos formam a zona onde mais chove no mundo, e com as maiores ocorrências deste fenômeno.
A série foi exibida pela rede Globo no programa Fantástico, com duração total de 35 minutos. Foi apresentada pelo jornalista Ernesto Paglia.